# Los Angeles Clippers 1992-1993
La stagione 1992-93 dei Los Angeles Clippers fu la 23ª nella NBA per la franchigia.
I Los Angeles Clippers arrivarono quarti nella Pacific Division della Western Conference con un record di 41-41. Nei play-off persero al primo turno con gli Houston Rockets (3-2).

## Roster
| N° | Naz.                   | Ruolo | Sportivo         | Anno | Alt. | Peso |
| -- | ---------------------- | ----- | ---------------- | ---- | ---- | ---- |
| 3  | Stati Uniti (bandiera) | A     | Ken Norman       | 1964 | 203  | 98   |
| 4  | Stati Uniti (bandiera) | GA    | Ron Harper       | 1964 | 198  | 84   |
| 5  | Stati Uniti (bandiera) | AC    | Danny Manning    | 1966 | 208  | 104  |
| 7  | Stati Uniti (bandiera) | G     | Lester Conner    | 1959 | 193  | 82   |
| 8  | Stati Uniti (bandiera) | GA    | Jaren Jackson    | 1967 | 193  | 86   |
| 10 | Stati Uniti (bandiera) | G     | Duane Washington | 1964 | 193  | 88   |
| 13 | Stati Uniti (bandiera) | G     | Mark Jackson     | 1965 | 185  | 82   |
| 14 | Stati Uniti (bandiera) | G     | Randy Woods      | 1970 | 178  | 84   |
| 23 | Stati Uniti (bandiera) | G     | Gary Grant       | 1965 | 191  | 84   |
| 25 | Stati Uniti (bandiera) | A     | Alex Stivrins    | 1962 | 203  | 100  |
| 27 | Stati Uniti (bandiera) | C     | Elmore Spencer   | 1969 | 213  | 122  |
| 34 | Stati Uniti (bandiera) | AC    | John Williams    | 1966 | 203  | 104  |
| 35 | Stati Uniti (bandiera) | A     | Loy Vaught       | 1968 | 206  | 104  |
| 53 | Stati Uniti (bandiera) | C     | Stanley Roberts  | 1970 | 213  | 129  |
| 55 | Stati Uniti (bandiera) | A     | Kiki Vandeweghe  | 1958 | 203  | 100  |

## Staff tecnico
- Allenatore: Larry Brown
- Vice-allenatori: R.C. Buford, John Hammond, Quin Snyder
- Preparatore atletico: Keith Jones